# ایهور نیچنکو
ایهور نیچنکو (اوکراینی: Ігор Ніченко؛ زادهٔ ۱۸ آوریل ۱۹۷۱) بازیکن فوتبال اهل اتحاد جماهیر شوروی سوسیالیستی است.
از باشگاه‌هایی که در آن بازی کرده‌است می‌توان به باشگاه فوتبال کریفباس کریفیی ریه، باشگاه فوتبال دیوری ای‌تی‌او، باشگاه فوتبال متالیست خارکوف، باشگاه فوتبال فرنتس‌واروش، و باشگاه فوتبال اوورلا اوژهورود اشاره کرد.